# Xavier Kretz
François Xavier Kretz, född 28 juli 1830 i Sélestat, död 17 juni 1889 i Paris, var en fransk ingenjör. 
Åren 1850–1852 studerade Kretz vid École polytechnique. Han undervisade i maskinlära vid École d'Application des Manufactures d'État och var ingenjör vid Service Central des Constructions och chefsingenjör vid de statliga manufakturerna i Frankrike (Manufactures de l'État). År 1876 tilldelades Kretz Ponceletpriset. Han utgav de senare upplagorna av Introduction à la mécanique industrielle, physique ou expérimentale och Cours de mécanique appliquée aux machines av Jean-Victor Poncelet.